# علاء مطالقة
علاء حسن مطالقة لاعب كرة قدم أردني ، يلعب لدى نادي الوحدات في مركز الظهير الأيسر .

## مسيرته الدولية
لعب علاء مع المنتخب الأردني منذ 2003 حتى 2010 سجل هدف وحيد في ثلاثين مباراة دولية لعبها، وكان الهدف في مباراة المنتخب الأردني ضد المنتخب الأوزبكي الودية التي 4-1 للأوزبكيين .
شارك مع المنتخب الأردني في كأس آسيا 2004 ، وكأس غرب آسيا في ثلاث مناسبات عام 2004 ، و عام 2007 ، و عام 2008 .